# Hyposmocoma irregularis
Hyposmocoma irregularis — вид моли эндемичного гавайского рода Hyposmocoma. Вид описан в 1907 году Томасом де Грей Уолсингемом (Thomas de Grey Walsingham).

## Описание
Размах крыльев — 15 мм. Усики состоят из тёмно-коричневых и бледно-жёлтых сегментов: основание тёмно-коричновое за исключением его окончания. Щупики — тёмно-коричневатого цвета с бледно-жёлтым кольцом по внешнему краю срединного сочленения и несколькими бледно-жёлтыми чешуйками по центру крайнего сочленения. Голова, глаза и тегулы — бледно-жёлтого цвета, середина груди смешана с коричневато-серым. Передние крылья — бледно-жёлтые чешуйчатые с дымчатым тёмно-коричневато-бурым оттенком, формирующим по краю крыла треугольник. Задние крылья — бледно-серые. Брюшко — бледного серо-жёлтого цвета. Конечности — коричневато-бурые с бледно-жёлтыми пятнами

## Местообитание
Встречается в горах острова Кауаи, на высоте 900-1200 м над уровнем моря.